# Nephrolepis hippocrepidis
Nephrolepis hippocrepidis är en spjutbräkenväxtart som beskrevs av Miyam. Nephrolepis hippocrepidis ingår i släktet Nephrolepis och familjen Nephrolepidaceae. Inga underarter finns listade.